# حاجي كوسة
حاجي كوسة  قرية سوريّة تتبع إداريّاً لمحافظة حلب منطقة الباب ناحية الراعي، بلغ تعداد سكانها 1,011 نسمة حسب التعداد السكاني لعام 2004.